# José de Jesús Lora
José de Jesús Lora Reyes (* 25. Dezember 1923 in Puerto Plata; † 3. Mai 2013 in Santo Domingo) war ein dominikanischer Geiger.

## Leben
Lora hatte den ersten Violinunterricht in seiner Heimatstadt bei Alberto Zeller. Er studierte dann bei dem puerto-ricanischen Geiger José María Rodríguez Arresón, der ihm ein Stipendium für einen Studienaufenthalt bei dem Violinvirtuosen Laredo in Kolumbien verschaffte. Er setzte seine Ausbildung bei Gabriel del Orbe fort und debütierte dreizehnjährig in Puerto Plata bei einem Auftritt mit dem Pianisten Vicente Grisolía.
1943 gehörte er zu den Gründungsmitgliedern des Orquesta Sinfónica Nacional unter Leitung von Casal Chapí. 1945 wurde er Geiger im Orchester des Senders La Voz del Yuna. Neunzehn Jahre lang war er Erster Geiger des Super Orquesta San José, das in dieser Zeit von Julio Gutiérrez, Avelino Muñoz, Luís Rivera und Papa Molina geleitet wurde. Daneben spielte er die erste Violine im Orquesta Ravelo und dem Orquesta de Tangos unter Leitung von Leo Cortez und Angel Bussi.
1960 leitete er ein Rundfunkstreichorchester, mit dem er den Tenor Salvador Martí Otero begleitete. Im gleichen Jahr trat er mit Mitgliedern des Orquesta Sinfónica de Puerto Rico unter Leitung von Pablo Casals auf. Von 1974 bis 1979 war Lora Konzertmeister des Orquesta Sinfónica Nacional. Die zu diesem Zeitpunkt fällige Pensionierung wurde vom Leiter des Orchesters, Carlos Piantini, außer Kraft gesetzt, so dass Lora dem Orchester letztlich 56 Jahre lang angehörte.
Daneben unterrichtete er zehn Jahre lang Violine und Musiktheorie am Conservatorio Nacional de Música. Zudem betätigte er sich seit frühen Jahren auch als Gitarrenbauer.